# Mariusz Wach
Pour les articles homonymes, voir Wach.
Mariusz Wach est un boxeur polonais né le 14 décembre 1979 à Cracovie.

## Carrière
Champion de Pologne de boxe amateur à deux reprises, il passe dans les rangs professionnels en 2005, chez les poids lourds, disputant son premier combat le 29 avril. Après 10 victoires de rang, il devient champion de Pologne le 23 juin 2006. Il continue à aligner les victoires et le 29 juillet 2011, il remporte la ceinture internationale WBC vacante en infligeant un violent KO à Kevin McBride au 4e round, ce dernier restera allongé plusieurs minutes sur le ring avant d'être autorisé à le quitter. Il défend cette ceinture contre Jason Govern et Tye Fields, remportant les deux combats par KO technique en 6 reprises,.
Le 10 novembre 2012, invaincu en 27 combats, il combat le champion du monde Wladimir Klitschko, étant un des rares combattants plus grands que le champion. Sa taille toutefois ne suffira pas, bien que le combat aille à son terme, Wach connait sa première défaite après avoir été dominé par Wladimir qui a remporté tous les rounds pour deux juges, et 11 des 12 pour le troisième. Wach admettra l'année suivante s'être dopé lors de ce combat.
Il ne combat pas en 2013, mais revient en 2014, remportant deux victoires cette année-là, et deux autres en 2015. Le 4 novembre, il est néanmoins battu par Aleksandr Povetkin. En retard au pointage des juges, il est arrêté au dernier round pour une importante coupure au visage.